# ŠHK 37 Piešťany
Le ŠHK 37 Piešťany est un club de hockey sur glace de Piešťany en Slovaquie. Il évoluait dans l'Extraliga, le premier échelon slovaque.

## Historique
Le club est créé en 1937 et joue sa dernière saison en 2022.

## Palmarès
- Vainqueur de la 2.liga : 1998, 2003.